# Llamada perdida (película 2003)
Llamada perdida (en japonés: 着信アリ, Chakushin Ari?) también conocida como One Missed Call en Estados Unidos o Una llamada perdida en México. Es una película japonesa de J-Horror realizada en 2003, dirigida por Takashi Miike y protagonizada por Kou Shibasaki y Shinichi Tsutsumi, además de la participación antagónica de Karen Oshima como la villana principal responsable de los hechos en la película.
La llamada "Melodía de la muerte" fue utilizada como sonido de casas embrujadas.
Kou Shibasaki además de actuar en la película también participó junto al productor Yasushi Akimoto en la creación del tema musical para la película, titulado: Ikutsukano Sora (いくつかの空),también incluido en su álbum Mitsu (蜜) de 2004.

## Argumento
Una estudiante de universidad, Yumi Nakamura (Kou Shibasaki), está tomando algo con un grupo de amigos. Mientras, su compañera, Yoko, recibe una llamada a su teléfono móvil con un extraño tono que no había oído antes. En la pantalla aparece “Llamada perdida”. Cuando lee el mensaje, no solo parece venir de su propio teléfono, sino que también contiene un terrible grito que suena exactamente igual que la voz de Yoko. Además, para mayor desconcierto suyo curiosamente la llamada tiene fecha de tres días después. Justo tres días después, a la hora exacta, y profiriendo el mismo grito, Yoko se lanza hacia una muerte segura desde el puente de una vía de ferrocarril. 
Algunos días después, otra persona de la fiesta, Kenji, recibe una llamada desde su propio número que viene del futuro. El mensaje contiene también un grito que hiela la sangre. Kenji muere también a la hora señalada tras emitir el mismo grito cuando intenta entrar en el ascensor, pero no hay tal y cae hasta el fondo quebrándose el cuello y soltando el característico dulce rojo. Una víctima más. Esta vez es la mejor amiga de Yumi, Natsumi Konishi (Kazue Fukiishi). Ella recibe una llamada con el mismo tono aterrador. El mensaje contiene esta vez, además, un vídeo escalofriante. 
Al saber que está condenada, Natsumi se derrumba. Ignorando las súplicas de Yumi, acepta a salir en un programa de televisión en directo a la hora que señala la llamada en un intento desesperado de exorcizar las consecuencias de esta. Yumi, desesperada por llegar al fondo de la cuestión, se alía con el solitario director de una funeraria, Hiroshi Yamashita (Shinichi Tsutsumi), el cual ha perdido a su hermana en circunstancias similares. 
Ambos comienzan a seguir la pista del reguero de muertes. Mientras tanto, el momento de la verdad de Natsumi se aproxima. En directo, por la televisión nacional, exactamente en el momento previsto, Natsumi muere de una forma horrible. Al mismo tiempo que Yumi y Yamashita observan su cuerpo destrozado, el teléfono de Yumi comienza a sonar, ahora Yumi deberá resolver el misterio antes que muera.

## Muertes
- Rina Tsuchiya: Muere ahogada mientras hacía submarinismo al alejarse de su grupo (fuera de cámara)
- Yoko Okazaki: Lanzada desde un puente hacia un ferrocarril. Su mano y su pierna fueron amputadas por la velocidad del tren. Su mano empieza sola a marcar el número de la siguiente víctima.
- Kenji Kawai: Al pulsar el ascensor, este no llega, sin embargo sus puertas se abren y entonces, unas manos invisibles le agarran y le arrastran hasta el interior, precipitándole hasta abajo.
- Ritsuko Yamashita: Muere de un paro cardíaco al ser internada en un hospital, después de sobrevivir en un incendio.
- Natsumi Konishi: La muerte más brutal de toda la película: al estar en un estudio de grabación para hacerle un exorcismo, todas sus articulaciones empiezan a quebrarse una por una, hasta que su cuello comienza a girar sobre sí mismo y es decapitada.

## Reparto
| Actor/Actriz      | Personaje         |
| ----------------- | ----------------- |
| Kou Shibasaki     | Yumi Nakamura     |
| Shinichi Tsutsumi | Hiroshi Yamashita |
| Kazue Fukiishi    | Natsumi Konishi   |
| Anna Nagata       | Yoko Okazaki      |
| Atsushi Ida       | Kenji Kawai       |
| Kana Ito          | Rina Tsuchiya     |
| Mariko Tsutsui    | Marie Mizunuma    |
| Karen Oshima      | Mimiko Mizunuma   |
| Renji Ishibashi   | Motomiya          |
| Gorô Kishitani    | Oka               |
| Yutaka Matsushige | Ichiro Fujieda    |
| Ken'ichi Endô     |                   |
| Tetsushi Tanaka   |                   |

## Doblaje
| Personaje          | Actor/Actriz original | Actor/Actriz de doblaje |
| ------------------ | --------------------- | ----------------------- |
| Yumi Nakamura      | Kou Shibasaki         | Nuria Trifol            |
| Hiroshi Yamashita  | Shinichi Tsutsumi     | Jordi Brau              |
| Kenji Kawai        | Atsushi Ida           | Carlos Di Blasi         |
| Natsumi Konishi    | Kazue Fukiishi        | Isabel Valls            |
| Yoko Okazaki       | Anna Nagata           | Esther Solans           |
| Mimiko Mizunuma    | Karen Oshima          | Elisabeth Bargalló      |
| Detective Motomiya | Renji Ishibashi       | Alberto Trifol          |
| Oka                | Goro Kishitani        | Juan Antonio Bernal     |

## Otros créditos
- Producido por: Kazuo Kuroi.
- Planificación: Yasushi Akimoto.
- Productor ejecutivo: Hiroshi Okawa.
- Productores: Naoki Sato, Yoichi Arishige y Fumio Inoue.
- Asistente de dirección: Bunmei Katô.
- Diseñador de producción (arte): Hisao Inagaki.
- Decoración: Yoshio Yamada.
- Grabación (sonido): Jun Nakamura.
- Efectos de sonido: Kenji Shibasaki.
- Iluminación: Shinichi Matsukuma.
- Productora CGI: Misako Saka.
- Casting: Tsuyoshi Sugino.
- Director de producción: Kenichi Kamata.

## Lanzamiento
Llamada perdida se estrenó en Tokyo International Film Festival el 3 de noviembre de 2003.Posteriormente se estrenó en los cines de Japón el 17 de enero de 2004, distribuida por Toho. En España se presentó el 5 de diciembre de 2003 en el Festival de Cine de Sitges y se estrenó en cines de todo el país el 5 de enero de 2005.

Fue lanzada en Japón en VHS por Tohō, y en DVD editado por Kadokawa Pictures y distribuido por Tohō y VAP. También fue lanzada en DVD y Blu-ray en numerosos países, por diferentes productoras, e incluyendo contenidos especiales.En España fue lanzada en DVD en 2005 por las productoras Filmax Home Video y Vértice 360. En 2020 Arrow Video, editó una versión en Blu-ray que recopila las tres partes de la trilogía Llamada perdida, además de múltiples extras.